# Tetrarthrius castaneus
Tetrarthrius castaneus es una especie de coleóptero de la familia Lucanidae.

## Distribución geográfica
Habita en Sikkim y Vietnam.